# Comuna Katerîno-Platonivka, Șîreaieve
Katerîno-Platonivka (în ucraineană Катерино-Платонівка) este o comună în raionul Șîreaieve, regiunea Odesa, Ucraina, formată din satele Hanno-Pokrovka, Katerîno-Platonivka (reședința), Krîjanivka, Markevîceve și Novoukrainka.

## Demografie
Componența lingvistică a comunei Katerîno-Platonivka
     Ucraineană (88,77%)
     Română (5,23%)
     Rusă (4,28%)
     Alte limbi (0,45%)
Conform recensământului din 2001, majoritatea populației comunei Katerîno-Platonivka era vorbitoare de ucraineană (88,77%), existând în minoritate și vorbitori de română (5,23%) și rusă (4,28%).